# Liste der Biografien/Cuo
Liste der Biografien |
Portal Biografien |
Personensuche
# |
A |
B |
C |
D |
E |
F |
G |
H |
I |
J |
K |
L |
M |
N |
O |
P |
Q |
R |
S |
T |
U |
V |
W |
X |
Y |
Z |
?
 
Ca |
Cb |
Cc |
Ce |
Ch |
Ci |
Cj |
Ck |
Cl |
Cm |
Cn |
Co |
Cr |
Cs |
Ct |
Cu |
Cv |
Cw |
Cy |
Cz
 
Cua |
Cub |
Cuc |
Cud |
Cue |
Cuf |
Cug |
Cuh |
Cui |
Cuj |
Cuk |
Cul |
Cum |
Cun |
Cuo |
Cup |
Cuq |
Cur |
Cus |
Cut |
Cuv |
Cuw |
Cux |
Cuy |
Cuz
Die Liste der Biografien führt alle Personen auf, die in der deutschsprachigen Wikipedia einen Artikel haben. Dieses ist eine Teilliste mit 14 Einträgen von Personen, deren Namen mit den Buchstaben „Cuo“ beginnt.

## Cuo

### Cuoc
- Cuoco, Kaley (* 1985), US-amerikanische SchauspielerinKaley Cuoco (* 1985)

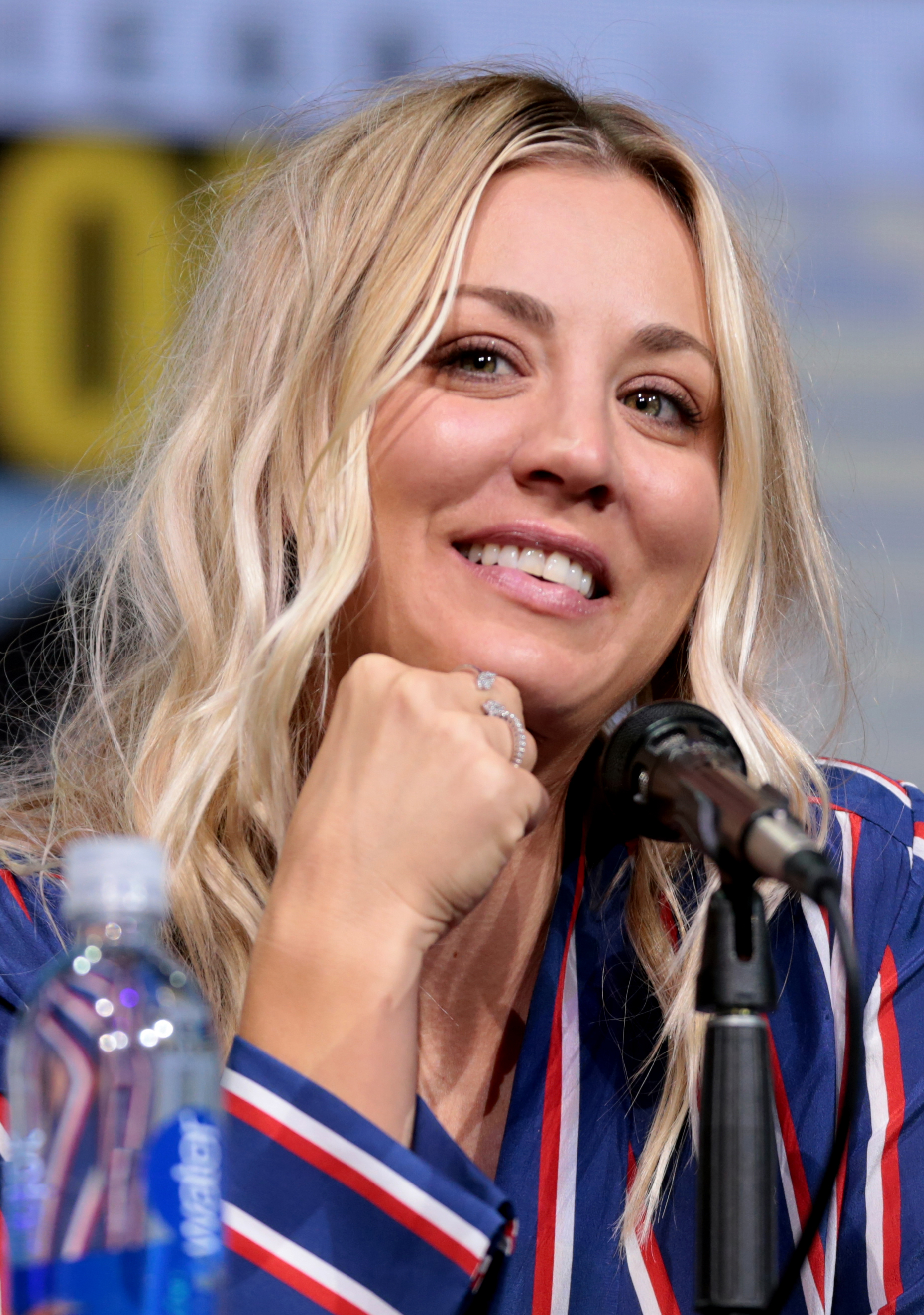
Kaley Cuoco (* 1985)

- Cuoco, Vincenzo (1770–1823), italienischer Jurist, Historiker und Philosoph

### Cuom
- Cuomo, Andrew (* 1957), US-amerikanischer Politiker
- Cuomo, Chris (* 1970), US-amerikanischer Journalist
- Cuomo, Douglas J. (* 1958), US-amerikanischer Komponist
- Cuomo, Mario (1932–2015), US-amerikanischer Politiker, Gouverneur von New York
- Cuomo, Matilda (* 1931), US-amerikanische Frauen- und Kinderaktivistin
- Cuomo, Raphael E. (* 1988), amerikanischer Biomediziner
- Cuomo, Rivers (* 1970), US-amerikanischer Musiker
- Cuomo, Sandro (* 1962), italienischer Degenfechter und Fechttrainer
- Cuomo, Serafina (* 1966), italienische Wissenschaftshistorikerin

### Cuon
- Cuong De (1882–1951), vietnamesischer kaiserlicher Prinz
- Cuonz, Romano (1945–2023), Schweizer Schriftsteller

### Cuoq
- Cuoq, Jean-Marie (* 1968), französischer Rallyefahrer